# Бондарев, Дмитрий Дмитриевич (тренер)
Дмитрий Дмитриевич Бондарев (род. 14 августа 1956, Усть-Каменогорск) — советский хоккеист, защитник, российский тренер.

## Биография
Воспитанник усть-каменогорского хоккея. В первенстве СССР выступал в командах второй лиги СКА Хабаровск (1978/79), «Металлист» Петропавловск (1980/81 — 1983/84).
Во второй команде омского «Авангарда», носившей названия «Авангард-2», «Авангард-ВДВ» и «Омские ястребы», работал тренером (1993—1998, 2000—2001) и главным тренером (1998—2000, 2003—2009). Тренер в команде «Мостовик» Курган (2001—2002). Главный тренер в командах «Кристалл» Бердск (2009—2011),
«Арлан» Кокшетау (чемпионат Казахстана, 2011), «Белые тигры» Оренбург (МХЛ, 2012), «Платина» Кишинёв (Молдавия, МХЛ-Б, 2013—2014). Тренер в клубах «Ермак» Ангарск (ВХЛ, 2017), Рязань (ВХЛ, 2017—2018), «Астана» (Казахстан, 2018—2019).